# Инокентий Херсонски
Инокентий Херсонски и Таврически, със светско име Иван Алексеевич Борисов, е руски богослов, доктор по богословие от 1829, професор в Петроградската духовна академия, ректор на Киевската духовна академия от 1830 до 1836. Херсонски и Таврически архиепископ между 1848 и 1857, пръв попечител на Одеското българско настоятелство, радетел за българска черковна самостоятелност и проводник на руската благотворителност към българските черкви и училища. Подпомага образованието на български младежи и емигранти в руски учебни заведения.